# Bremen (Ense)
Bremen – dzielnica (Ortsteil) wiejskiej gminy Ense w powiecie Soest, w kraju związkowym Nadrenia Północna-Westfalia, w rejencji Arnsberg.

## Demografia
Według danych z 2000 roku w Volbringen mieszkało 2965 mieszkańców. Liczba ta stopniowo wzrastała lub się zmniejszała; 3216 (2005), 3303 (2010), 3437 (2015), 3454 (2020). Według spisu ludności z lipca 2024 roku, w Bremen mieszkało 3525 mieszkańców. Bremen jest najludniejszą dzielnicą Ense.

## Etymologia
Uważa się, że nazwa ta ma pochodzenie saskie i została przywieziona przez Sasów, którzy przybyli na ten obszar w VI i VII wieku.

## Historia
Dzielnica położona w centrum gminy została po raz pierwszy udokumentowana w latach 1081–1089.

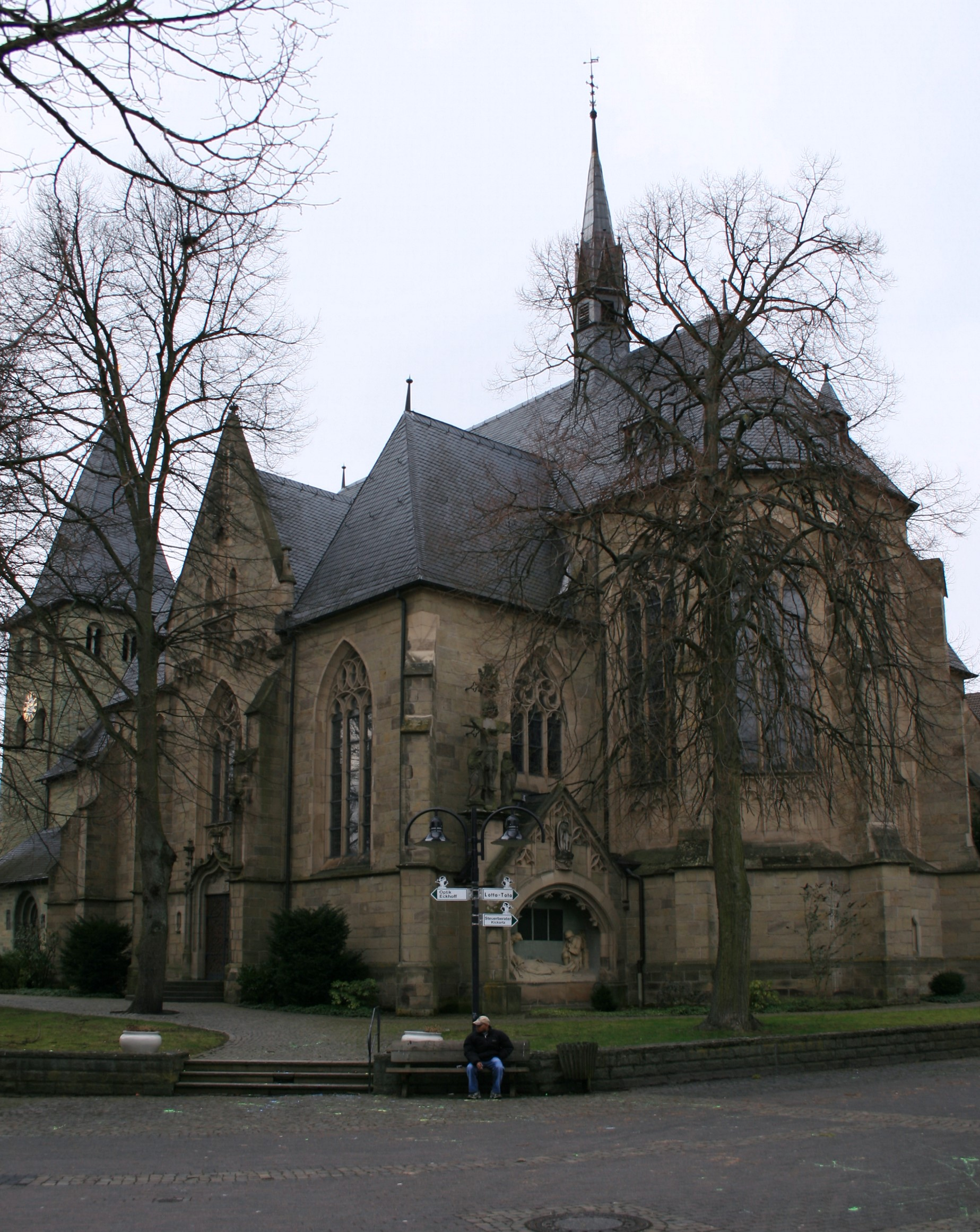
Bazylika św. Lamberta

Niewielka, dwuprzęsłowa bazylika „Św. Lamberta” w centrum wsi została zbudowana pod koniec XII wieku.

### Reorganizacja gmin
W ramach reorganizacji gmin 1 lipca 1969 roku Bremen wraz z 13 innymi miejscowościami stało się częścią nowej gminy Ense.

## Edukacja
Na terenie dzielnicy znajdują się dwa prywatne przedszkola. Na terenie wiejskiej gminy Ense znajdują się trzy szkoły podstawowe. Mieszkańcy Bremen uczęszczają do "Die Gemeinschaftsgrundschule Höingen".